# Вильфор (Од)
Вильфо́р (фр. Villefort) — коммуна во Франции, находится в регионе Лангедок — Руссильон. Департамент коммуны — Од. Входит в состав кантона Шалабр. Округ коммуны — Лиму.
Код INSEE коммуны — 11424.

## Население
Население коммуны на 2008 год составляло 103 человека.
| 1962 | 1968 | 1975 | 1982 | 1990 | 1999 | 2008 |
| ---- | ---- | ---- | ---- | ---- | ---- | ---- |
| 85   | 90   | 70   | 87   | 80   | 87   | 103  |

## Экономика
В 2007 году среди 64 человек в трудоспособном возрасте (15—64 лет) 46 были экономически активными, 18 — неактивными (показатель активности — 71,9 %, в 1999 году было 68,3 %). Из 46 активных работали 38 человек (23 мужчины и 15 женщин), безработных было 8 (3 мужчин и 5 женщин). Среди 18 неактивных 1 человек был учеником или студентом, 12 — пенсионерами, 5 были неактивными по другим причинам.